# Haaktandwezelhaai
De haaktandwezelhaai (Chaenogaleus macrostoma) is een vissensoort uit de familie van de wezelhaaien (Hemigaleidae). De wetenschappelijke naam van de soort is voor het eerst geldig gepubliceerd in 1852 door Bleeker.